# Bunta Levente Zoltán
Bunta Levente Zoltán (1963. február 9.) erdélyi magyar politikus. Székelyudvarhely volt polgármestere.

## Életrajz
Gyermekkorát Székelyudvarhelyen töltötte. Jelenleg is Székelyudvarhelyen él három gyermek édesapjaként.
Végzettségét tekintve gépészmérnök, az egyetemet Brassóban végezte ’89-ben. Két évet dolgozott mérnökként, volt alpolgármester – 1992–1996-os időszakban –, tanácsos, megyei tanács alelnöke 2000 – 2004 között, majd 2004 – 2008 között elnöke, 2008–2016 között 8 évig volt Székelyudvarhely polgármestere. A városban működő Szenátori Iroda vezetői tisztségét 1996–2000 között töltötte be.

### Politikai tevékenység
A Romániai Magyar Demokrata Szövetségben kifejtett tevékenysége többek közt kiterjed a 2008–2010 közötti periódusban az Udvarhelyszéki Területi Szervezet elnöki tisztségére. Ezt követően a székelyudvarhelyi városi RMDSZ 2011-es, novemberi tisztújító közgyűlésén elnökké választották.

### Társadalmi tevékenységek
Számos társadalmi tevékenységet végez, alapítványok, egyesületek vezetőjeként, érdekvédelmi önkéntesként és/vagy közéleti szereplőként ismerik.
A 2008-as esztendőtől kezdődően a Székelyudvarhelyi Sportért Alapítvány, 2004-től az Udvarhelyszékért Kulturális Egyesület elnöki tisztségeit is betölti, illetve 2004-től a székelyudvarhelyi székhelyű Református Diák Alapítvány cenzora.

## További információ
- A polgármester elérhetőségei – Székelyudvarhely Polgármesteri Hivatala